# Березина (станція)
Березина (біл. Беразіна) — станція Могильовського відділення Білоруської залізниці в Бобруйському районі Могильовської області. Розташована в місті Бобруйськ.